# Нидерхорбах
Нидерхорбах (њем. Niederhorbach) општина је у њемачкој савезној држави Рајна-Палатинат. Једно је од 74 општинска средишта округа Зидлихе Вајнштрасе. Према процјени из 2010. у општини је живјело 518 становника. Посједује регионалну шифру (AGS) 7337055.

## Географски и демографски подаци
Нидерхорбах се налази у савезној држави Рајна-Палатинат у округу Зидлихе Вајнштрасе. Општина се налази на надморској висини од 165 метара. Површина општине износи 4,3 km². У самом мјесту је, према процјени из 2010. године, живјело 518 становника. Просјечна густина становништва износи 120 становника/km².